# Hampstead, North Carolina
Hampstead är en ort i Pender County i delstaten North Carolina, USA.